# كارل زيمر (أستاذ جامعي)
كارل زيمر (بالألمانية: Karl Günther Zimmer)‏ هو أحيائي فيزيائي وفيزيائي ألماني، ولد في 12 يوليو 1911 في فروتسواف في بولندا، وتوفي في 29 فبراير 1988 في كارلسروه في ألمانيا.